# Сомерсет, Чарльз, 1-й граф Вустер
Чарльз Сомерсет (около 1460 — 15 марта 1526) — английский государственный и военный деятель, дипломат, лорд-камергер Англии (1508—1526), 1-й граф Вустер (1514—1526).

## Биография
Внебрачный сын Генри Бофорта (1436—1464), 3-го герцога Сомерсета (1455—1564), и Джоанны Хилл.
Был посвящён в рыцари 7 августа 1485 года. В 1487 году был назначен констеблем замка Хемсли. В 1486—1509 годах — капитан гвардейского корпуса йоменов. В 1488 году Чарльз Сомерсет был назначен адмиралом английского флота, в 1492 году участвовал в осаде французского порта Булонь.
В 1497 году Чарльз Сомерсет в составе королевской армии участвовал в подавлении восстания в Корнуолле, где отличился в битве при Дептфорд-бридж. К 1498 году стал рыцарем ордена Подвязки и членом тайного совета при короле. Он также занимал должность вице-камергера королевского двора.
В 1501—1502 годах — посол Англии при дворе императора Священной Римской империи Максимилаина I Габсбурга. В 1504 году — констебль замков Монтгомери и Пайнс. С июня по август 1505 года — посол во Франции.
В 1508 году Чарльз Сомерсет был назначен лордом-камергером Англии. В 1509 году — констебль замков Ритин, Монмут, Кардифф, а также шериф графства Гламорганшир. В 1510 году — констебль замка Абергавенни в Уэльсе.
В 1513 году Чарльз Сомерсет участвовал в военной кампании короля Генриха VIII Тюдора во Франции, где он командовал арьергардом. 1 февраля 1514 года получил титул графа Вустера. В том же году сопровождал английскую принцессу Марию Тюдор во время её путешествия во Францию, где она стала женой французского короля Людовика XII Валуа. В 1520 году он принял участие в подготовке к встрече короля Англии Генриха VIII Тюдора и короля Франции Франциска I Валуа на Поле золотой парчи в окрестностях Кале.
В марте 1526 года Чарльз Сомерсет скончался и был похоронен в часовне Святого Георгия на территории Виндзорского замка.

## Семья и дети
Был трижды женат. 2 июня 1492 года первым браком женился на Элизабет Герберт (ок. 1476 — ок. 1513), 3-й баронессе Герберт, дочери Уильяма Герберта, 2-го графа Пембрука, и Мэри Вудвилл, дочери Ричарда Вудвилла, 1-го графа Риверса. Дети:
- Генри Сомерсет (1496—1549), барон Герберт (1513—1549), 2-й граф Вустер (1526—1549)
- Элизабет Сомерсет, 1-й муж — сэр Джон Сэвидж, 2-й муж — сэр Уильям Бреретон

Около 1513 года вторично женился на Элизабет Уэст, дочери Томаса Уэста, 8-го барона де Ла Варра, и Элизабет Мортимер, дочери Хью Мотимера. Дети:
- Чарльз Сомерсет
- Джордж Сомерсет
- Мэри Сомерсет (род. 1497), 1-й муж — Уильям Грей, 13-й барон Грей из Уилтона, 2-й муж — Роберт Карре

В третий раз женился на Элеоноре Саттон (до 1508 — до 1549), дочери Эдварда Саттона, 2-го барона Дадли, и Сесилии Уиллоуби, дочери сэра Уильяма Уиллоуби. Третий брак бездетен.